# 南京地下鉄3号線
南京地下鉄3号線（なんきんちかてつ3ごうせん、中文表記: 南京地铁3号线、英文表記: Nanjing Metro Line 3）は、中華人民共和国江蘇省南京市浦口区の林場駅から江寧区の秣陵駅までを結ぶ南京地下鉄の地下鉄路線。

## 概要
3号線は、長江北岸の浦口区林場駅から、トンネルで長江をくぐり、鼓楼区、玄武区、秦淮区、雨花台区を通って、江寧区秣周東路駅までを結ぶ。将来は、南に一駅延伸し秣陵街道駅が設置される予定である。また、北にも一駅延伸して南京北駅が設置される予定である。

## 沿革
- 2005年12月31日 - 南京市城市快速軌道交通建設計画（2004-2015）《南京市城市快速轨道交通建设规划（2004-2015）》が国務院の審査許可が通り、3号線の計画が承認される。当計画では、林場駅-南京南駅間であった[2]。
- 2010年1月10日 - 開工式が南京南駅で挙行される。
- 2010年12月17日 - 南京市城市快速軌道交通建設計画調整（2004-2015）が国家発展改革委員会の審査許可が通り、3号線の建設計画の終点駅が南京南駅から吉印大道駅まで、8.8km南に延伸される[3][4][5]。
- 2010年12月18日 - 長江をくぐるトンネルの開工式が挙行される。
- 2011年2月～3月 -南京梧桐樹事件(zh:南京梧桐树事件)が発生する。
- 2012年4月11日 - 長江をくぐるトンネルが開通する[6]。
- 2014年8月28日 - 全線のトンネルが貫通する[7]。
- 2014年11月30日 - 全線軌道工事が終了する。
- 2014年12月3日 - 夫子廟駅の地上工事でクレーンが倒れる事故が発生し、通行人2名が死亡、2名が怪我をした[8]。
- 2014年12月31日 - 客扱いなしの試運転を開始。
- 2015年4月1日 - 全線開通する。但し上元門駅は未開業。
- 2015年10月18日 - 上元門駅開通。

## 車両
南京浦鎮車輛廠製A型車6輌編成(4M2T)-46本

## 駅一覧
| 駅名                 | 駅名                 | 駅名                                    | 駅間 キロ | 営業 キロ | 接続路線                                                                              | 所在地        | 所在地   |
| 日本語               | 簡体字中国語         | 英語                                    | 駅間 キロ | 営業 キロ | 接続路線                                                                              | 所在地        | 所在地   |
| -------------------- | -------------------- | --------------------------------------- | --------- | --------- | ------------------------------------------------------------------------------------- | ------------- | -------- |
| 本線四期目（事業中） |                      |                                         |           |           |                                                                                       |               |          |
| 琥珀泉駅             | 琥珀泉               | Hupoquan                                |           |           |                                                                                       | 江蘇省 南京市 | 浦口区   |
| 花旗営駅             | 花旗营站             | Huaqiying                               |           |           |                                                                                       | 江蘇省 南京市 | 浦口区   |
| 南京北駅             | 南京北站             | Nanjing North Railway Station           |           |           | ■4号線 ■15号線事業中 ■S4号線事業中                                                    | 江蘇省 南京市 | 浦口区   |
| 本線（営業中）       |                      |                                         |           |           |                                                                                       |               |          |
| 林場駅               | 林场站               | Linchang                                | -         | 0.0       |                                                                                       | 江蘇省 南京市 | 浦口区   |
| 星火路駅             | 星火路站             | Xinghuolu (Xinghuo Road)                | 2.537     | 2.537     |                                                                                       | 江蘇省 南京市 | 浦口区   |
| 東大成賢学院駅       | 东大成贤学院站       | Southeast University Chengxian College  | 1.049     | 3.586     |                                                                                       | 江蘇省 南京市 | 浦口区   |
| 泰馮路駅             | 泰冯路站             | Taifenglu (Taifeng Road)                | 1.127     | 4.713     | ■S8号線                                                                               | 江蘇省 南京市 | 浦口区   |
| 天潤城駅             | 天润城站             | Tianruncheng                            | 1.407     | 6.120     |                                                                                       | 江蘇省 南京市 | 浦口区   |
| 柳洲東路駅           | 柳洲东路站           | Liuzhoudonglu (Liuzhou East Road)       | 1.854     | 7.974     | ■11号線事業中                                                                         | 江蘇省 南京市 | 浦口区   |
| 上元門駅             | 上元门站             | Shangyuanmen (Shangyuan Gate)           | 3.535     | 11.509    |                                                                                       | 江蘇省 南京市 | 鼓楼区   |
| 五塘広場駅           | 五塘广场站           | Wutang Guangchang (Wutang Square)       | 0.961     | 12.470    | ■7号線                                                                                | 江蘇省 南京市 | 鼓楼区   |
| 小市駅               | 小市站               | Xiaoshi                                 | 1.845     | 14.315    |                                                                                       | 江蘇省 南京市 | 鼓楼区   |
| 南京駅               | 南京站站             | Nanjing Railway Station                 | 1.379     | 15.694    | ■1号線 ■9号線 CR:■京滬線 ■合寧線 ■寧銅線 ■寧啓線 ■寧西線 ■滬寧都市間鉄道              | 江蘇省 南京市 | 玄武区   |
| 新荘駅・南京林業大学 | 南京林业大学・新庄站 | Nanjing Forestry University / Xinzhuang | 2.017     | 17.711    |                                                                                       | 江蘇省 南京市 | 玄武区   |
| 鶏鳴寺駅             | 鸡鸣寺站             | Jimingsi (Jiming Temple)                | 2.851     | 20.562    | ■4号線                                                                                | 江蘇省 南京市 | 玄武区   |
| 浮橋駅               | 浮桥站               | Fuqiao                                  | 0.858     | 21.420    | ■13号線                                                                               | 江蘇省 南京市 | 玄武区   |
| 大行宮駅             | 大行宫站             | Daxinggong                              | 0.859     | 22.279    | ■2号線                                                                                | 江蘇省 南京市 | 玄武区   |
| 常府街駅             | 常府街站             | Changfujie (Changfu Street)             | 0.931     | 23.210    |                                                                                       | 江蘇省 南京市 | 秦淮区   |
| 夫子廟駅             | 夫子庙站             | Fuzimiao (Temple of Confucius)          | 1.067     | 24.277    | ■5号線                                                                                | 江蘇省 南京市 | 秦淮区   |
| 武定門駅             | 武定门站             | Wudingmen (Wuding Gate)                 | 1.308     | 25.585    |                                                                                       | 江蘇省 南京市 | 秦淮区   |
| 雨花門駅             | 雨花门站             | Yuhuamen (Yuhua Gate)                   | 1.143     | 26.728    | ■8号線                                                                                | 江蘇省 南京市 | 秦淮区   |
| 卡子門駅             | 卡子门站             | Kazimen (Kazi Gate)                     | 0.977     | 27.705    | ■10号線                                                                               | 江蘇省 南京市 | 秦淮区   |
| 大明路駅             | 大明路站             | Daminglu (Daming Road)                  | 1.135     | 28.858    | ■16号線                                                                               | 江蘇省 南京市 | 秦淮区   |
| 明発広場駅           | 明发广场站           | Mingfa Guangchang (Mingfa Plaza)        | 1.137     | 29.995    |                                                                                       | 江蘇省 南京市 | 雨花台区 |
| 南京南站駅           | 南京南站             | Nanjing South Railway Station           | 1.222     | 31.127    | ■1号線 ■6号線 ■18号線■S1号線 ■S3号線 CR:■寧銅線 ■合寧線 ■京滬高速鉄道 ■寧杭旅客専用線 | 江蘇省 南京市 | 雨花台区 |
| 本線二期目（運営中） |                      |                                         |           |           |                                                                                       | 江蘇省 南京市 |          |
| 宏運大道駅           | 宏运大道站           | Hongyundadao (Hongyun Avenue)           | 1.105     | 32.322    |                                                                                       | 江蘇省 南京市 | 江寧区   |
| 勝太西路駅           | 胜太西路站           | Shengtaixilu (West Shengtai Road)       | 1.826     | 34.148    | ■12号線                                                                               | 江蘇省 南京市 | 江寧区   |
| 天元西路駅           | 天元西路站           | Tianyuanxilu (West Tianyuan Road)       | 1.791     | 35.939    |                                                                                       | 江蘇省 南京市 | 江寧区   |
| 九龍湖駅             | 九龙湖站             | Jiulonghu (Jiulong Lake)                | 2.343     | 38.282    |                                                                                       | 江蘇省 南京市 | 江寧区   |
| 誠信大道駅           | 诚信大道站           | Chengxindadao (Chengxin Avenue)         | 1.526     | 39.808    | ■5号線                                                                                | 江蘇省 南京市 | 江寧区   |
| 東大九龍湖校区駅     | 东大九龙湖校区站     | Southeast University Jiulonghu Campus   | 1.301     | 41.109    |                                                                                       | 江蘇省 南京市 | 江寧区   |
| 秣周東路駅           | 秣周东路站           | Mozhoudonglu (East Mozhou Road)         | 2.995     | 44.104    |                                                                                       |               | 江寧区   |
| 本線三期目（事業中） |                      |                                         |           |           |                                                                                       |               |          |
| 上秦淮西駅           | 上秦淮西站           | Shangqinhuaixi (Shangqinhuai West)      | 3.036     | 47.14     |                                                                                       | 江蘇省 南京市 | 江寧区   |
| 秣陵駅               | 秣陵站               | Moling                                  | 3.036     | 47.14     |                                                                                       | 江蘇省 南京市 | 江寧区   |

## 南京梧桐樹事件
南京市中心部には、20世紀中ごろに植樹したプラタナス等の街路樹があった。市民はアオギリ（梧桐樹）と誤認していた。マスコミもこの事件を南京梧桐樹事件と呼んでいる。
2011年2月、南京市は地下鉄3号線と10号線建設のため、大行宮駅付近の長江路、太平北路一帯の49本のプラタナス等の街路樹が枝を切り、江寧区麒麟鎮の某苗圃に移植した。このことを一部の南京市民がインターネットで関心を示し、緑化を破壊する行為として抗議の意思を表明した。著名なスポーツ評論家の黄健翔、有名アナウンサーの孟非等も微博で譴責し、ただちにこの行為を停止するよう表明した。南京市のスポークスマンは、「移植するだけで伐採はしない。」「市民の誤解と怒りは理解できる。」と述べたが、根本的な問題については、言及を避けた。
2011年3月14日、人々は、中山東路沿線の街路樹にグリーンリボンをつける「グリーンリボン行動」を起こし抗議した。
3月15日、中国国民党立法委員の邱毅は、微博で「南京市が伐採をやめなければ、中央委員会で保護を求める。」と表明した。3月16日、邱毅は中央委員会で海峡両岸関係協会と海峡交流基金会を通じて南京市と協力することを提案した。3月18日、国務院台湾事務弁公室はプレスカンファレンスで南京市に対し、善処を求めた。
3月19日午後、市民は南京図書館前で抗議集会を開いたが、警察との大規模な衝突は発生しなかった。
3月20日、南京市副市長陸氷は、移植計画を全面的に停止して、市民の意見を募集し、さらに一歩進んだ建設計画を進めると発言し、事件は沈静化した。